# Babits Mihály műfordítói ösztöndíj
A Babits Mihály műfordítói ösztöndíj egy irodalmi ösztöndíj, amit az Emberi Erőforrások Minisztériuma hozott létre 2006-ban. A Babits Mihály költőről, íróról és műfordítóról elnevezett ösztöndíj célja, hogy tehetséges fiatal műfordítóknak nyújtson segítséget a pályakezdéshez, teremtsen kedvező feltételeket a magas színvonalú műfordítói munkához. A Babits Mihály műfordítói ösztöndíjra fiatal (40 év alatti) műfordítók pályázhatnak, akik szépirodalmi (próza, líra), kritikai, szociográfiai vagy bölcseleti művek magyar nyelvre történő fordításához kérnek támogatást. A pályázat szakmai lebonyolítója a Petőfi Irodalmi Múzeum, a benyújtott mintafordításokat szakértői kuratórium értékeli, amelynek tagjai (2014–2017): Fázsy Anikó (2015-ig), Gy. Horváth László, Király Farkas, Lóránd Zsófia, Mészáros Sándor, Szőllősy Balázs. Az újabb négy évre (2018–2021) felkért kuratórium tagjai: Gy. Horváth László, Izsó Zita, Király Farkas, Király Levente, Pál Dániel Levente, Prőhle Gergely, Turczi István, Vincze Ferenc, Zelei Dávid. 2021-től a kuratórium tagjai: Csender Levente (Magyar Művészeti Akadémia Irodalmi Tagozat), Sohár Anikó (Műfordítók Egyesülete), Tótfalusi Ágnes (Szépírók Társasága), Turczi István (Magyar PEN Club), Vincze Ferenc (Magyar Írószövetség) és Pál Dániel Levente, a kuratórium elnöke (Petőfi Irodalmi Ügynökség).

## Díjazottak
A 2025-ös díjazottak
- Borsi Bálint
- Dr. Fekete Nagy Fanni
- Éltető Kamilla
- Evellei Kata Dóra
- Faragó Fanni
- Hegymegi Flóra
- Hudácskó Brigitta Ilona
- Leber Veronika
- Pintér Leila
- Pusztai Melinda
- Rácz Júlia
- Szolga Gordana
- Vida Krisztina
- Weldon Attila

### A 2024-es díjazottak[4]
(nem teljes lista)
- Tóth Bálint Péter

### A 2022-es díjazottak[5]
(nem teljes lista)
- Tóth Bálint Péter

### A 2021-es díjazottak[6]
- Bajtai András
- Mogyorósi Zoltán
- Tatai Barbara
- Blazsetin Vjekoslav
- Czifra Adrienn
- Danyi Gábor
- Tomoriné Szesztay Anna Lenke
- Szirmai Panni
- Varga Alexandra
- Csete Soma
- Zilahi Anna
- András Orsolya
- Miklós Laura
- Schmidt Szonja

### A 2020-as díjazottak[7]
- Bálint Árpád
- Cziglényi Boglárka
- Hamerli Nikolett
- Ikematsu Papp Gabriella
- Kállay Eszter
- Károlyi Orsolya
- Katona Dávid
- Kis Orsolya
- Patkó Éva
- Tadeusz Rieckmann
- Rudolf Anna
- Schreiber-Kovács Gergely
- Tatai Barbara
- Urbán Bálint
- Vajna Ádám
- Varga Iván
- Vass Alexandra
- Vécsei Anna

### A 2019-es díjazottak
(nem teljes lista)
- Benedek Miklós
- Mayer Ingrid
- Orovec Krisztina

### A 2018-as díjazottak[8]
- André Ferenc
- Borda Réka
- Bordás Máté
- Juhászné Hahn Zsuzsanna
- Keresztes Balázs
- Lesi Zoltán
- Marsó Paula
- Mohácsi Balázs
- Patkó Éva
- Rácz Katalin
- Simon Márton
- Terék Anna
- Tóth Kinga
- Varju Kata

### A 2017-es díjazottak[9]
- Szabó Nóra
- Pet'ovská Flóra
- Varga Ildikó
- Fáber Ágoston
- Tartsákné Ládonyi Emese
- Szabó Ádám
- Székely Örs
- Dunajcsik Mátyás
- Gál Soma
- Albert Dorottya
- Eőry Zsófia
- Glavinić Vékás Éva
- Lenkes László
- Vályi Horváth Erika

### A 2016-os díjazottak[10]
- Cseke Ákos
- Ferencz Mónika
- Hargitai Evelin Gabriella
- Király Zoltán
- Moharos Éva
- Orovec Krisztina
- Pénzes Tímea
- Ruskó Eszter
- Simon Réka Boglárka
- Sirbik Attila
- Szelivánov Júlia
- Takács Melinda
- Túri Katalin

### A 2015-ös díjazottak[11]
- Borbély Judit Bernadett
- Csutak Gabriella
- Darida Veronika
- Dósa Annamária
- Elekes Dóra
- Gáti István
- Glavinić Vékás Éva
- Izsó Zita
- Kerényi Szabina
- Kutasy Mercédesz
- Nyeste Zsolt
- Tordai Éva
- Urbán Bálint

### A 2014-es díjazottak
- Elena Mimova Batinkova
- Fittler Áron
- Fülöp József
- Gerevich András
- Gulyás Adrienn
- Kertes Gábor
- Orovec Krisztina
- Pályi Márk
- Pap Vera Ágnes
- Szabó Marcell
- Szenkovics Enikő

### A 2013-as díjazottak
(nem teljes lista)
- Csehy Zoltán
- Szegedi Eszter
- Szlukovényi Katalin

### A 2011-es díjazottak
(nem teljes lista)
- Benke László
- Görföl Tibor

### A 2010-es díjazottak
(nem teljes lista)
- Jani Anna
- Kornya István
- Alexandru Mușina
- Petneházi Gábor
- Szonda Szabolcs

### A 2008-as díjazottak
(nem teljes lista)
- Csehy Zoltán
- Kasza Péter
- Kutasy Mercédesz
- Alexandru Mușina
- Ifj. Rostás-Farkas György
- Kármán Marianna
- Orovec Krisztina
- Szonda Szabolcs

### A 2007-es díjazottak
(nem teljes lista)
- G. István László
- Orcsik Roland
- Tóbiás Krisztián

### A 2006-os díjazottak
(nem teljes lista)
- Hamvas Endre
- Nádori Lídia
- Prinz Clemens
- Körner Gábor
- Mariarosaria Sciglitano
- Szabó T. Anna